# AVIC Cloud Shadow
Cloud Shadow (кит.: 云影) — китайський розвідувально-ударний БПЛА, розроблений Aviation Industry Corporation of China і вперше показаний на Чжухайському авіасалоні в листопаді 2016 року.

## Опис

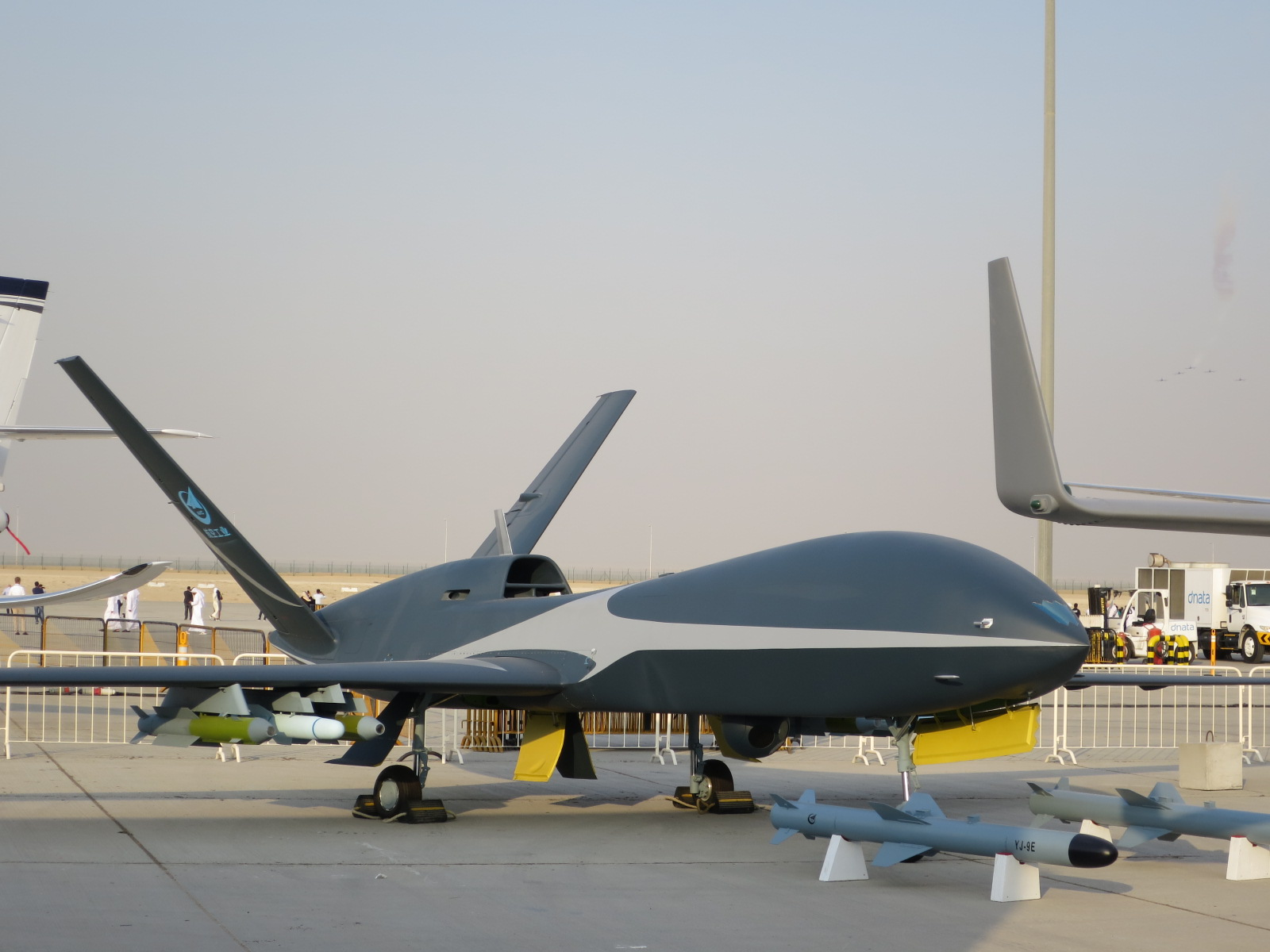
AVIC Cloud Shadow на авіаційній виставці в Дубаї, 2017

Cloud Shadow оснащений турбореактивним двигуном WP-11C і поставляється в двох комплектаціях: розвідувально-ударний (максимальна швидкість 550 км/год, шість вузлів підвіски, корисне навантаження до 400 кг) і розвідувальний (максимальна швидкість 620 км/год, корисне навантаження до 200 кг). Cloud Shadow є першим БПЛА КНР спроетований і виготовлений за технологіями стелс: форма і матеріали фюзеляжу забезпечують його малопомітність для радара. За своїми характеристиками БПЛА схожий з General Atomics Avenger. 

## Характеристики
- Стеля: 14 км
- Автономність: 6 годин
- Дальність: 290 км
- Довжина: 9 метрів
- Висота корпусу: 3,66 м
- Розмах крил: 17,8 м
- Вантажопідйомність: до 200 кг (до 400 кг в ударній конфігурації)
- Вага при зльоті: 3000 кг
- Швидкість: 620 км/год (550 км/год в ударній конфігурації)
- Двигун: турбореактивний WP-11C